# 南海艦隊
南海艦隊（なんかいかんたい、簡体字中国語: 南海舰队、英語: South Sea Fleet（SSF））あるいは、南部戦区海軍（なんぶせんくかいぐん、簡体字中国語: 南部战区海军、英語: Southern Theater Command Navy）、は、中国人民解放軍海軍三大艦隊の一つ。

## 概要
1949年設立。司令部は当初広州におかれたが、後に湛江に移された。旗艦は駆逐艦「深圳」(167)。任務は西沙諸島と南沙諸島を含む台湾海峡の西南海域の防衛。
設立時、艦隊の大半は中国人民解放軍に亡命もしく同軍によって拿捕された旧国民党軍の軍艦と個人所有船によって構成されていた。当時の任務は広州市および珠江地域の防衛とまた国民党の手にあった島を獲得する中国人民解放軍を援助することであった。
中国の造船工業はほとんど北方に集中していたため南海艦隊の発展は遅かったが、1970年代になって中国と周辺国の間に西沙諸島と南シナ海の暗礁をめぐって紛争が発生したため戦力が大きく増強された。1974年、南海艦隊は南ベトナムから西沙諸島を占領し同国のフリゲート一隻を沈め、数隻に損傷を与えた（西沙海戦）。最近の紛争では1988年にベトナム軍艦隊と遭遇し同国の軍艦一隻を沈め、一隻に損傷を与えている（赤瓜礁海戦）。
艦隊の大半の艦船は湛江海軍基地に駐留し、潜水艦はすべて海南島の楡林海軍基地に駐留している。艦隊はそのほかに広州、海口、三亜などに港を持っている。
2008年12月から2009年4月にソマリア沖での海賊対策商船護衛任務に「武漢」「海口」を、2009年4月から10月には「深圳」「黄山」を派遣していた。南海艦隊司令員（司令長官相当）は、広州軍区副司令員を兼任する。

## 司令部
- 司令員：沈金龍
- 政治委員：劉明利

### 歴代司令員
- 旧称（中南軍区海軍）歴代司令員

1. 方強(方鰲軒) 1950.10-1953.01
2. 趙啓民 1953.01-1955.10

- 現名称（南海艦隊）歴代司令員

1. 趙啓民 1955.10-1959.12
2. 呉瑞林(呉尚徳) 1960.01-1968.08
3. 周仁杰(周球保) 1968.11-1970.03
4. 張元培(張紹南) 1970.03-1975.08
5. 譚知耕 1975.08-1978.11
6. 傅継沢(傅紹光) 1978.11-1981.03
7. 張朝忠 1982.01-1985.08
8. 陳明山 1985.08-1988.01
9. 高振家 1988.01-1993.12
10. 何林忠 1993.12-1994.1
11. 王永国 1994.11-2002.01
12. 呉勝利 2002.01-2004.07
13. 顧文根 2004.07-2008.01
14. 蘇士亮 2008.01-2008.12
15. 蘇支前 2009.01-2010.12
16. 蔣偉烈 2010.12-2014.12
17. 沈金龍 2014.12-

### 歴代政治委員
- 旧称（中南軍区海軍）歴代政治委員

1. 方強 （司令員と兼任） 1950.10-1953.01
2. 趙啓民（司令員と兼任） 1953.01-1955.10

- 現名称（南海艦隊）歴代政治委員

1. 趙啓民（司令員と兼任） 1955.10-1956.12
2. 方正平 1956.12-1968.01
3. 段德彰 1968.11-1983.08
4. 王昕 1983.08-1985.08
5. 張海云 1985.08-1990.06
6. 周坤仁 1990.06-1993.01
7. 康富泉 1993.01-1996.11
8. 趙英福 1996.11-2001.07
9. 鄔華揚 2001.07-2003.06
10. 童世平 2003.06-2004.12
11. 徐一天 2004.12-2005.12
12. 黄嘉祥 2005.12-2012.07
13. 王登平 2012.07-2014.12
14. 劉明利 2014.12-

## 基地・組織
- 海軍南海艦隊司令部（副大軍区級） - 広東湛江　- 南海艦隊政委は広州軍区副司令と広州軍区の副政委を兼務。
- 海軍南海艦隊航空兵 - 海南海口
- 海軍楡林保障基地（副軍級）
- 海軍広州保障基地（正師級）
- 海軍湛江保障基地
- 海軍潜艇第2基地

他に所属海軍航空隊の軍事空港が数箇所ある。

## 艦隊所属艦

### 航空母艦
002型航空母艦
- 山東(17) - 2019年12月就役

### 駆逐艦
旅海型駆逐艦（051B型）
- 深圳(167) - 1999年1月就役

旅洋I型駆逐艦（052B型）
- 広州(168) - 2004年7月就役
- 武漢(169) - 2004年就役

旅洋II型駆逐艦（052C型）
- 蘭州(170) - 2005年10月就役
- 海口(171) - 2005年就役

旅洋III型駆逐艦（052D型）
- 呼和浩特(161) - 2019年1月就役
- 昆明(172) - 2014年3月就役
- 長沙(173) - 2015年8月就役
- 合肥(174) - 2015年12月就役
- 銀川(175) - 2016年7月就役
- 湛江(165) - 2021年12月就役
- 南寧(162) - 2021年4月就役
- 焦作(163) - 2022年1月就役
- 渭南(166) - 2025年3月就役

南昌級駆逐艦（055型）
- 大連(105) - 2020年12月就役

### フリゲート
江滬型フリゲート
江滬I型（053H1型）
- 韶関(553) - 1985年9月就役

江滬V型（053H1G型）
- 自貢(558) - 1993年5月就役
- 康定(559) - 1994年就役
- 江門(562) -
- 佛山(563) - 1995年就役

江衛型フリゲート
江衛II型（053H3型）
- 宜昌(564) - 1999年12月就役
- 楡林(565) - 2000年3月就役
- 楡渓(566) - 2002年3月就役
- 襄樊(567) - 2002年9月就役

江凱型フリゲート
江凱II型（054A型）
- 衡陽(568) - 2008年6月就役
- 黄山(570) - 2008年5月就役
- 運城(571) - 2010年1月就役
- 玉林(569) - 2010年2月就役
- 衡水(572) - 2012年7月就役
- 柳州(573) - 2012年12月就役
- 岳陽(575) - 2013年5月就役
- 三亜(574) - 2013年12月就役
- 許昌(536) - 2017年6月就役
- 咸寧(500) - 2018年8月就役

### 攻撃型原子力型潜水艦
商型原子力潜水艦(093型)
- 長征8号(408) - 2007年6月就役

### 弾道ミサイル原子力型潜水艦
晋型原子力潜水艦(094型)
- 長征12号(412) - 2009年就役

### 通常型潜水艦
明型潜水艦(035型)
- 遠征5号(305)
- 遠征6号(306)
- 遠征7号(307)
- 遠征8号(308)
- 遠征9号(309)
- 遠征10号(310)
- 遠征11号(311)
- 遠征12号(312)

改キロ型潜水艦(636M型)
- 遠征70号(370) - 2005年就役
- 遠征71号(371) - 2005年就役
- 遠征72号(372) - 2005年就役
- 遠征73号(373) - 2006年就役

宋型潜水艦(039型)
- 遠征13号(313)
- 遠征14号(314)
- 遠征15号(315)
- 遠征16号(316)
- 遠征17号(317)
- 遠征18号(318)

元型潜水艦(039A型)
- 遠征30号(330)
- 遠征31号(331)
- 遠征32号(332)
- 遠征33号(333)

### 潜水艦支援艦
大州(ダージョウ)型近海潜水艦救難艦(946型)
- 南救502号 - 1978年2月就役

大捞(ダーラン)型潜水艦救難艦(922-III型)
- 南救510号 - 1980年代後期就役

大江(ダージャン)型潜水艦救難艦(925型)
- 永興島(863) - 1970年代中期就役

### 強襲揚陸艦
075型強襲揚陸艦
- 海南(31) - 2021年4月就役

### ドック型揚陸艦
玉昭型揚陸艦(071型)
- 崑崙山(998) - 2007年11月就役
- 井崗山(999) - 2012年1月就役
- 長白山(989) - 2012年9月就役

### 戦車揚陸艦
玉亭型揚陸艦
玉亭I型(072II型)
- 峨眉山(991) - 1992年9月就役
- 丹霞山(934) - 1995年9月就役
- 雪峰山(935) - 1995年12月就役
- 海洋山(936) - 1996年5月就役
- 青城山(937) - 1996年8月就役

玉亭II型(072III型)
- 華頂山(992) - 2003年就役
- 羅霄山(993) - 2003年就役
- 戴雲山(994) - 2004年就役
- 万羊山(995) - 2004年就役
- 老鉄山(996) - 2005年就役
- 雲霧山(997) - 2005年就役

玉登型揚陸艦(073III型)
- 武当山(990) - 1994年8月就役

運輸型揚陸艦(073A型)
- 華山(945) - 2004年就役
- 嵩山(946) - 2004年就役
- 廬山(947) - 2004年就役
- 雪山(948) - 2004年就役
- 衡山(949) - 2004年就役
- 泰山(950) - 2004年就役

### 中型揚陸艦
玉海型揚陸艦(074型)
- 7593
- 7594
- 7595

玉北型揚陸艦(074A型)
- (不明)

### 補給艦
青海湖(チンハイフー)級補給艦
- 青海湖(885) - 1996年6月就役

福池(フーチー)型補給艦
- 微山湖(887) - 2004年就役

### 支援艦艇
瓊沙型兵員輸送艦
- 南運830
- 南運831
- 南運834
- 南運835

南康級病院船
- 南康
- 南運832

### その他
- 南倉（南運953） - 遠洋総合補給船
- 横沙島（南救506） - 遠洋打撈救生船